# Valdoraptor
Valdoraptor é um gênero de dinossauro terópode do período geológico Cretáceo. Seus fósseis foram encontrados na Inglaterra, Reino Unido.
A espécie-tipo, V. oweni, foi descrita pela primeira vez como Megalosaurus oweni por Richard Lydekker em 1889. Ele foi reclassificado, e colocado em um gênero separado por George Olshevsky em 1991. Sabe-se dele apenas a partir dos ossos dos pés.